# Тухта
Тухта (рус. Тухта) река је која протиче преко територије Мурманске области, на крајњем северозападу Русије. Лева је притока реке Коле у коју се улива на њеном 26. километру узводно од ушћа. Припада басену Баренцовог мора.
Дужина водотока је 36 km, док је укупна површина сливног подручја 295 km².